# For the People (serie televisiva 2018)
For The People è una serie televisiva statunitense di genere giudiziario, ideata da Paul William Davies e prodotta da Shonda Rhimes, già produttrice di Grey's Anatomy, Scandal e Le regole del delitto perfetto.
Viene trasmessa dal 13 marzo 2018 sull'emittente ABC. In Italia la serie è stata interamente pubblicata su Timvision il 14 luglio 2022.

## Trama
Ambientata nella Corte Federale del Distretto Sud di New York (SDNY), nota come "Il tribunale madre", la serie segue dei nuovi avvocati che lavorano per la difesa e l'accusa mentre gestiscono i casi più importanti e di alto rischio nel paese, con le loro vite personali che si intrecciano.

## Episodi
| Stagione         | Episodi | Prima TV USA | Prima TV Italia |
| ---------------- | ------- | ------------ | --------------- |
| Prima stagione   | 10      | 2018         | 2022            |
| Seconda stagione | 10      | 2019         | 2022            |

## Personaggi e interpreti

### Pubblici ministeri
- Attorney Roger Gunn (stagione 1-2), interpretato da Ben Shenkman.
- Kate Littlejohn (stagione 1-2), interpretata da Susannah Flood.
- Leonard Knox (stagione 1-2), interpretato da Regé-Jean Page.
- Seth Oliver (stagione 1-2), interpretato da Ben Rappaport.

### Difensori pubblici
- Jill Carlan (stagione 1-2), interpretata da Hope Davis.
- Sandra Bell (stagione 1-2) interpretata da Britt Robertson.
- Allison Adams (stagione 1-2), interpretato da Jasmin Savoy Brown.
- Jay Simmons (stagione 1-2), interpretato da Wesam Keesh.
- Ted (stagione 2), interpretato da Charles Michael Davis.[2]

### Ufficiali di corte
- Nicholas Byrne (stagione 1-2), interpretato da Vondie Curtis-Hall.
- Tina Krissman (stagione 1-2), interpretata da Anna Deavere Smith.

## Produzione e cast
Nel gennaio del 2017 l'emittente ABC ha annunciato la produzione della serie. Originariamente per l'episodio pilota, Britne Oldford era stata scritturata per il ruolo di Sandra Black (Bell) e Lyndon Smith per quello di Allison Anderson. Tuttavia, entrambi i ruoli sono stati cambiati con attrici differenti, ritardando la produzione della serie.
Il cast comprende Hope Davis (Jill Carlan), Ben Shenkman (Attorney Roger Gunn), Jasmin Savoy Brown (Allison Adams), Regé-Jean Page (Leonard Knox), Ben Rappaport (Seth Oliver), Britt Robertson (Sandra Bell), Anna Deavere Smith (Tina Krissman).
Il 12 maggio 2018 il network ABC ha rinnovato serie per una seconda stagione, trasmessa dal 7 marzo 2019. Le riprese di questa seconda stagione sono iniziate il 23 settembre 2018.
Il 9 maggio 2019 viene cancellata dopo due stagioni.